# Serguéi Diomídov
Serguéi Diomídov (Turtkul, Uzbekistán, 9 de julio de 1943-10 de marzo de 2024) fue un gimnasta artístico soviético especialista en la prueba de barras paralelas con la que, compitiendo representando a la Unión Soviética, consiguió ser campeón mundial en 1966.

## Carrera deportiva
En los JJ. OO. de Tokio 1964 gana la plata en el concurso por equipos, tras Japón y por delante de Equipo Unificado Alemán, siendo sus compañeros de equipo: Víktor Leóntiev, Viktor Lisitski, Borís Shajlín, Yuri Titov y Yuri Tsapenko.
En el Mundial de Dortmund 1966 gana la plata en equipos, tras Japón y por delante de Alemania del Este, y el oro en barras paralelas, por delante de su compatriota Mijaíl Voronin y del yugoslavo Miroslav Cerar.
En los JJ. OO. de México 1968 gana la plata por equipos y el bronce en salto de potro, de nuevo tras su compatriota el soviético Mijaíl Voronin y el japonés Yukio Endo (plata).
Por último en el Mundial de Liubliana 1970 gana la plata en el concurso por equipos, siendo sus compañeros: Mikhail Voronin, Viktor Klimenko, Viktor Lisitsky, German Bogdanov y Valery Karasyov.